# Справа з продажем кораблів «Містраль»
Справа з продажем кораблів «Містраль» стосується відмови Франції від поставки Росії замовлених у 2010 році двох французьких універсальних десантних кораблів типу «Містраль», через російську інтервенцію до Криму (з 2014) та дії Росії на війні на Донбасі.

## Замовлення російської сторони
Військово-морський флот Російської Федерації зацікавився можливістю придбання одного чи двох вертольотоносців в жовтні 2009 року, які були б побудовані з передачею технологій та з терміном здачі для першого корабля у 2014 році та у 2015 році для другого. Вартість розробки та будівництва одного корабля типу «Містраль» складала від 400 до 500 мільйонів євро.

## Підписання контракту
24 грудня 2010 року, у спільному комюніке президентів Росії та Франції було анонсовано, що російський ВМФ визначився з типом кораблів. Два корабля мали бути збудовані в Сен-Назері компанією STX France з залученням російського суднобудівного заводу «Балтійський завод» та пізніше двох інших. Врешті, 25 січня 2011 року Міністр оборони Франції Ален Жюппе та віце-прем'єр-міністр РФ Ігор Сєчин підписали угоду про наміри щодо будівництва «Містралей». Остаточний контракт на будівництво двох кораблів за 1.7 мільярди євро було підписано 17 січня 2011 року. Будівництво заплановано на перший квартал 2012 року.
Дебати щодо передачі бойових систем управління Senit-9 et le SIC-21, які відповідають стандарту НАТО, стали предметом перемовин та дискусії. За досягнутим консенсусом, росіяни врешті отримали інтегровану систему, необхідну для управління кораблем командою.
2 грудня 2011 року, «Балтійський завод» підписав контракт на 2.5 мільярди російських рублів на будівництво двох корпусів вертольотоносців типу «Містраль». Російська сторона розраховувала на укомплектування їх бойовими вертольотами Ка-29 та Ка-52. Два перші кораблі називалися Владивосток, названий в честь російського міста, та Севастополь, за назвою українського міста з особливим статусом Севастополь, де тимчасово у відповідності з Харківськими угодами перебував Чорноморський флот ВМФ Росії.
Корма кораблів, вироблена в Росії, вирушила з «Балтійського заводу» 26 червня 2014 року та прибула в Сен-Назер 15 липня 2014 року. Дві частини — ніс корабля та корма, були з'єднані в липні, а спущення на воду відбулося в ніч з 20-го та 21-ше жовтня 2014 року. Очікувалося, що корабель «Севастополь» долучиться до військово-морського флоту РФ восени 2015 року.

## Розірвання контракту
Наприкінці 2013 року, в Україні почалася Революція Гідності, чим скористалася Росія та в березні 2014 року захопила Крим. Багато союзників Франції — зокрема, Німеччина, Велика Британія та США — заявили про необхідність відмови від поставки кораблів. Крім цього, у Франції проводилися акції щодо недопущення поставки кораблів Росії. Політики також закликали НАТО викупити «Містралі»; Канада розглядала можливість викупу кораблів.
В березні 2014 році, Міністр закордонних справ Франції Лоран Фабіус заявив, що Франція «розгляне можливість» відмови від продажу Містралей до Росії через російську інтервенцію до Криму · , що, за контрактом, мало наслідком значні фінансові штрафи. Після спливу декількох місяців, Президент Франції Франсуа Олланд заявив в листопаді 2014 року, що ситуація в Україні не дозволяє поставку першого корабля.
2015 року Франція заявила про досягнення згоди з Росією щодо припинення контракту.

## Фінансові наслідки
Внаслідок розірвання, Франція заявила у прес-релізі про відшкодувати Росії сум авансованих платежів, витрати, понесені на розвиток порту Владивосток, адаптацію 32 вертольотів Камов Ка -52 та навчання 400 російських моряків. Врешті, Франція оплатила 949 754 849 євро, з яких 56.7 мільйонів євро відповідаються витратам на навчання 400 членів російського екіпажу. За даними російського новинного видання, що посилається на слова Дмитра Рогозіна, Росія, отримала в якості компенсації суму, що втричі перевищує фактичні витрати, зокрема — через курсові коливання.

## Продаж Єгипту
Після першого обговорення 6 серпня 2015 року главами держав Франції та Єгипту, 23 серпня 2015 року оголошено про угоду щодо купівлю двох суден військово-морським флотом Єгипту. Сума контракту становить близько 950 мільйонів євро.
В червні 2016 року, перший корабель «Містраль» було доставлено Єгипту. Мова йде про колишній «Владивосток», перейменований на честь Ґамаль Абделя Насера. Другий корабель, Анвар Садат (УДК), було поставлено 16 вересня 2016 року.